# Solenosmilia variabilis
Solenosmilia variabilis is een rifkoralensoort uit de familie van de Caryophylliidae. De wetenschappelijke naam van de soort is voor het eerst geldig gepubliceerd in 1873 door Duncan.